# ポケットモンスターダイヤモンド・パール物語 ポケモンDP
『ポケットモンスターダイヤモンド・パール物語 ポケモンDP』（ポケットモンスターダイヤモンド・パールものがたり ポケモンDP）は、伊原しげかつによる日本の漫画作品。ポケットモンスターシリーズのゲーム『ダイヤモンド・パール』をモチーフにした漫画である。『月刊コロコロコミック』（小学館）にて、2006年10月号から2009年9月号まで連載された。

## 概要
シンオウ地方に住む少年ハレタが、神話に挑む物語である。
『月刊コロコロコミック』において穴久保幸作の『ポケットモンスター』がギャグ漫画であるのに対し、こちらはストーリー漫画となっている。本誌においてはポケモンのストーリー漫画は劇場版や読みきりを除いて『ポケットモンスター金・銀 ゴールデン・ボーイズ』以来、連載されたことがなかったため、本作は久々のストーリー作品となった。
本作の作者、伊原しげかつは2005年に劇場版ポケットモンスター『ミュウと波導の勇者ルカリオ』を連載していたことがある。
初期タイトルは『ポケットモンスターダイヤモンド・パール外伝 ポケモンDP』（「物語」ではなく「外伝」）だったが、単行本では『ポケットモンスターダイヤモンド・パール物語 ポケモンDP』に修正されている。『コロコロコミック』本紙でも、目次と本ページでタイトル表記が異なっていることがあった。
単行本のカバーを外すと表側は一コマ漫画、裏側はカバーと連動したイラストを見る事が出来る。5巻の表側は読者を驚かす一コマ漫画になっている。

## 登場人物

### 主要人物
ハレタ
本作の主人公である少年。『ポケットモンスター ダイヤモンド・パール』の男の子主人公がモデル。
元気いっぱいの野生児。森で育ったためか、最初はモンスターボールの開け方も知らなかった。一人称は「オイラ」で語尾に「〜ぞ」「〜だぞ」と付けることが多い。ポケモンと心を通わすことが得意。
エンペルト
（ポッチャマ→ポッタイシ→エンペルト）
ハレタがパートナーに選んだ水タイプのポケモン。非常にプライドが高く、負けず嫌い。ハレタがモンスターボールを開ける度に、遠くへ飛ばされたり、川に落ちたりなど散々な目にあっている。ハイドロポンプなどといった強力な技が使える。長らく進化しなかったが、ミツミがハレタが冒険に旅立つ前夜に就寝していたポッチャマに「かわらずの石」をこっそり持たせていたためなかなか進化しなかったという理由が後に明かされる。その後ミツミが石を外したことでようやくポッタイシ、エンペルトへと進化した。ディアルガとの戦闘で下手をすれば自分までも巻き込まれかねない事態であったにもかかわらずハレタを守るため行動に出た。
レントラー
（コリンク→ルクシオ→レントラー）
ハレタがゲットした電気タイプのポケモン。こうてつじまでのギンガ団との戦いでルクシオに進化し、コウヤとの戦いでレントラーに進化する。
ムウマ
ハレタがゲットしたゴーストタイプのポケモン。人を驚かせるのが好き。
ルカリオ
（リオル→ルカリオ）
ハレタがこうてつじまでゲンから貰ったタマゴが孵化した格闘タイプのポケモン。ギンガ団の下っ端のドラピオンをでんこうせっかで倒した。生まれたての頃は泣き虫だった。スズナとの戦いで進化する。
イワーク
ハレタがゲットした岩・地面タイプのポケモン。
イシツブテ
ハレタがゲットした岩・地面タイプのポケモン。
ズバット
ハレタがゲットした毒・飛行タイプのポケモン。
レジギガス
ハレタがゲットした伝説のポケモン。ノーマルタイプ。戦うことが好きで皆から凶暴なポケモンと思われキッサキ神殿に封印されていた。スズナの手持ち3体を一撃で倒したり、ハレタのルカリオを簡単に倒したりなどとかなり強い。暴れていたが、ハレタと心が通じたことでおとなしくなり、ハレタのポケモンとなった。
ユンゲラー
ハレタがゲットしたエスパータイプのポケモン。
マイナン
カイセイから貰ったタマゴが、ハードマウンテンでヒードランとの戦闘中に孵化。

ミツミ
ナナカマド博士の助手をしている少女。お姉さん的存在で、あまり表には出さないがコンテストなどの華やかな舞台が好き。
実は幼い頃ギンガ団に拉致され戦うマシーンとして育てられた悲しい過去を持つ。一度はギンガ団を裏切ったがイーブイを人質に取られた為にギンガ団に戻り、やむを得ずハレタと闘う事になってしまう。最後はハレタとの激闘の末にギンガ団と完全に決別した。ゲームのヒカリ（女の子主人公）と似通った服装をしているが、髪形はかなり違い、緑色の髪を後ろで結んでいる。ちなみにかなりの巨乳。
ムックル
ハレタがイワークと戦うときにアシストをするためにミツミが出したポケモン。
ゴウカザル
ミツミのパートナーの炎・格闘タイプのポケモン。シロナのガブリアスと対等に渡り合う実力を持つ。
ギンガ団在籍時に、ナナカマド研究所を襲来した時にナナカマド博士から譲られたヒコザルが進化した。(おそらくこの時に、ナナカマド博士に説得されて、ギンガ団脱退に至ったと思われる)
リーフィア
ミツミの草タイプのポケモン。サターンとジュピターとの戦いで姿を見せた。
グレイシア
ミツミの最強メンバーの1匹。氷タイプ。エイチ湖でのジュピターとの戦いで姿を見せる。
ミロカロス
ミツミの最強メンバーの1匹。水タイプ。グレイシアと同じく、エイチ湖で姿を見せる。
エレキブル
ミツミの電気タイプのポケモン。
ヨノワール
（サマヨール→ヨノワール）
ミツミのゴーストタイプのポケモン。
イーブイ
ミツミが昔可愛がっていたノーマルタイプのポケモン。ミツミをハレタと闘わせるために、アカギに人質として利用されるが、決着後はジュンによって救出された。

ジュン
ハレタのライバル。『ポケットモンスター ダイヤモンド・パール』のライバルがモデル。
素人をトーシロと呼ぶなど、少しお調子者。ミツミに恋をしているが、ミツミにとっては鬱陶しい存在で、よく殴られる。ジュピターとのバトルでミツミの本当の強さを知り、自分の弱さにショックを受けていたが、後にゲンと修行した事で成長。
父親であるクロツグをダディと呼び、クロツグもまたミツミのことを異性として気に入っている様子・・・。
ドダイトス
（ナエトル→ハヤシガメ→ドダイトス）
ジュンのパートナーの草タイプのポケモン。　おそらく、ナナカマド博士から貰ったポケモンだと思われる。
ムクホーク
（ムクバード→ムクホーク）
ジュンのノーマル・飛行タイプのポケモン。
カイリュー
ジュンのドラゴン・飛行タイプのポケモン。

コウヤ
ポケモンリーグに出場していたエリートトレーナーで国際警察の一員。一回戦のジュンの手持ち3体をアブソル1体で全滅させたほどの実力者。冷徹な性格で無表情が多い。最初はハレタと同じようにバトルを楽しむ明るい少年だったが、無理な戦いで負けてしまい、ガーディが周りの人やポケモンに対して、恐怖心を抱き始めたことがきっかけで性格が変わってしまった。
アブソル
コウヤの悪タイプのポケモン。ふいうちでハレタのエンペルトに強烈な一撃をはなった。一回戦のジュンの手持ちを一瞬で倒した実力を持つ。
メタグロス
コウヤの鋼・エスパータイプのポケモン。ミツミのゴウカザルのきあいだまをガードした防御力を持つ。
マンムー
コウヤの氷・地面タイプのポケモン。ハレタのレジギガスを「とっしん」の一撃で倒すほどのパワーの持ち主。
ガーディ
コウヤがトレーナーになりたての頃に所持していた炎タイプのポケモン。

### ジムリーダー
ヒョウタ
クロガネシティのジムリーダー。1日に2回敗北してしまった（相手はハレタとジュン）。ギンガ団を追い払った。
手持ちのポケモンはズガイドス。
ナタネ
ハクタイシティのジムリーダー。森の監視をしており、ギンガ団に盾突こうとするハレタに警告をした。ハレタのムウマが苦手。
手持ちのポケモンはチェリンボ・ナエトル・ロズレイド。
スモモ
トバリシティのジムリーダー。本編でのバトルの描写はダイジェスト扱いになっている。リッシ湖で、ギンガ団との戦いに参戦した。
手持ちのポケモンはゴーリキー・ルカリオなど。
マキシ
ノモセシティのジムリーダー。同じく本編でのバトルの描写はダイジェスト扱いになっている。リッシ湖で、ギンガ団との戦いに参戦した。
手持ちのポケモンはギャラドスなど。
メリッサ
ヨスガシティのジムリーダー。同じく本編でのバトルの描写はダイジェスト扱いになっている。リッシ湖で、ギンガ団との戦いに参戦した。
手持ちのポケモンはフワライドなど。
トウガン
ミオシティのジムリーダー。ヒョウタの父でもある。海岸に漂着していたハレタを助けた。一度ハレタに勝利する。その後、リッシ湖でギンガ団のサターンに敗れる。
手持ちのポケモンはトリデプス・ドーミラー・ハガネール（2体）・イワーク。
スズナ
キッサキシティのジムリーダー、ゲームでは明るく熱血な性格だったが本作ではわりとクールでやや気怠げな態度を見せる。ハレタにレジギガスを捕まえる資格があるか試すため、ハレタに勝負を挑んだ。リオルが進化したルカリオに敗れる。
手持ちのポケモンはレジアイス・レジロック・レジスチル。
デンジ
ナギサシティのジムリーダー。最終話の1コマのみ登場。

### 四天王・チャンピオン
リョウ
シンオウ地方の四天王の1人。
キクノ
シンオウ地方の四天王の1人。
オーバ
シンオウ地方の四天王の1人。ハレタの噂を聞きつけ彼と熱いバトルをすべく大会に参戦したが、1回戦でハレタに敗れる。
手持ちのポケモンはギャロップ・フワライド・ハガネール。
ゴヨウ
シンオウ地方の四天王の1人。
シロナ
カンナギタウンの長老の孫でポケモンリーグのチャンピオン。ギンガ団に襲われていたハレタとミツミを助けた。この時別れ際にミツミとすれ違った際、「あなたともバトルしてみたい。」とまだ明かされていなかったミツミの強さを一目で見破る。アイスが大好きだったり、何処か天然ボケな所はゲーム・アニメ版に準じている。6巻書き下ろしのエピソードでは中断となった大会終了後、立場も関係なく純粋にトレーナーとしてミツミと真剣勝負し、友情を育ませた。（勝敗の行方は不明）　最終話の時点では既にチャンピオンを引退しており、ハレタとコウヤの試合を温かく見守っている。
手持ちのポケモンはガブリアス・ルカリオ。

### ギンガ団
アカギ
ギンガ団のボス。ディアルガを捕らえて自分が世界の神になろうと企んでいる。カンナギタウンの郊外でハレタと戦い勝利する。リッシ湖でハレタと再会し、今度はハレタに追い詰められるものの、サターンが機転を利かせ、決着は持ち越しになる。「争いのない平和な世界を造りたい」という善意的な事を言っているが、かなり矛盾が多い為、偽善者ともとれる。あかいくさりを使ってディアルガを手にした時、真の目的は世界の人々やポケモンを全滅させ理想の世界を創り直すことだと明かした。テンガン山での決戦後はプルートの監視下、牢獄に幽閉される。
手持ちのポケモンはマニューラ・ギャラドス。
マーズ
ギンガ団の女幹部。ソノオタウンの風力発電所でハレタと戦うが、敗れた。その後テンガン山での戦いで再登場し、ハレタを足止めするべく戦いに挑んだ。ゲームと比べて冷静沈着な性格。デオキシス編ではガルーラを手持ちに入れていた。プルートがボスになってからジュピターとともにアカギをさがしている。
手持ちのポケモンはブニャット・ズバット・ジバコイル・ガルーラ。
ジュピター
ギンガ団の女幹部。ミツミとは何らかの因縁がある模様。エイチ湖にて最強メンバーを引き連れたミツミに敗れるが、卑怯な作戦を使ってユクシーを持ち去る。ゲームとは性格が異なっている。（ハレタにおばさんと呼ばれた事もあった）　プルートがボスになってからマーズとともにアカギをさがしている。
手持ちのポケモンはゴルバット、ドクロッグ・スカタンク・クロバット・モジャンボ。
サターン
ギンガ団の男幹部。リッシ湖でアグノムを捕獲する。性格は温厚な面もあったゲーム版とは正反対で、負けたエルレイドに対し、ドサイドンで踏みつけるなど残酷な性格。ゲームと異なり、感情の起伏が激しい（一人称が「わたし」から「ボク」になる・笑う・怒るなど感情豊かになるなど）。その実力はハレタに1度勝利したトウガンをも簡単に負かすほど。だが、野生のコイキングとハレタのポッチャマの連係プレーにより敗れた。それがアカギの怒りを買うが、持ち前の度胸と強い忠誠心により除名を免れる。
プルートが新たなボスになった後はアカギの命令でプルートを監視している。今なおハレタに対しての恨みは残っている。
手持ちのポケモンはドクロッグ・ドータクン・エルレイド・ドサイドン・ゴルバット・ブーバーン。
プルート
新生ギンガ団のボス。元はギンガ団の作戦参謀だったが、テンガン山の決戦後にアカギを幽閉、彼に成り代わって新生ギンガ団のボスとして君臨した。ゲーム同様の拝金主義者で「この世を動かすのは金だ」と語り、金のために動かないアカギの事もおろか者と断じる。ギラティナとやぶれた世界を自分のものにしようと企み、その秘密を知るカイセイを狙った。最後はたくらみを潰され、再びハードマウンテンのヒードランを起こして暴れさせようとしたところを待ち構えていたハンサムに逮捕された。
K-2
ハレタのポッチャマを拉致したことがあるギンガ団の下っ端。ハレタに噛まれたおしりが弱点。初登場時はヒョウタに敗れ、2度目はシロナに敗れ、3度目では切り札のドラピオンを使うものの、ハレタのリオルとゲンのルカリオに敗れた。アカギにスーツケースを渡したり、サターンからアグノムを預かるなど下っ端の中での立場は上の方だと思われる。また、下っ端には名前はないようである。ハレタにはケツと呼ばれている。
手持ちのポケモンはケムッソ（複数匹）・アゲハント・ゴローン・ドラピオン・グレッグル（2体）。

### その他の登場人物
ナナカマド博士
ポケモン研究者。ハレタの力を見抜き、トレーナーとして期待している。
カイセイ
ハレタの父親。かつて幼い頃のハレタをナナカマド博士に預け、世界中を旅していたことがある。過去にギラティナが棲む「やぶれたせかい」に訪れたことでプルートにその身を追われており、また国際警察のハンサムにまで追われている。ハレタにポケモンのタマゴを渡した。その後、ギンガ団の基地に迷子感覚で入り込み、飯ばかり食っていた。手持ちポケモンはプラスル。
ハンサム
国際警察のメンバー。「ハンサムマル秘メモ」なる警察手帳を持っている。プルート率いる新生ギンガ団の完全解体を目指す一方で、ギラティナと「やぶれたせかい」に関する重要参考人としてハレタの父・カイセイを追っている。
クロツグ
ジュンの父親。
ゲン
こうてつじまでハレタと出会った青年。手持ちのポケモンはルカリオ。

### その他の登場ポケモン
エムリット
シンジ湖に眠る感情の神と呼ばれるポケモン。
ユクシー
エイチ湖に眠る知識の神と呼ばれるポケモン。
アグノム
リッシ湖に眠る意志の神と呼ばれるポケモン。
ディアルガ
時を司る神と呼ばれるポケモン。あかいくさりの力で次元の狭間から呼び起こされ、アカギに操られる。神と呼ばれるポケモンだけあってその力は凄まじく、時を操る力でハレタのレジギガスを一撃で倒し、エンペルトをも圧倒する強さを見せ付ける。
パルキア
ディアルガと対を成す空間を司る神と呼ばれるポケモン。
ギラティナ
やぶれたせかいに潜む伝説のポケモン。
ヒードラン
ハードマウンテンに眠る伝説のポケモン。

## 書誌情報
- 伊原しげかつ『ポケットモンスターダイヤモンド・パール物語 ポケモンDP』小学館、全8巻
  1. 2007年3月25日発売 ISBN 978-4-09-140284-4
  2. 2007年7月3日発売 ISBN 978-4-09-140343-8
  3. 2007年12月3日発売 ISBN 978-4-09-140400-8
  4. 2008年6月2日発売 ISBN 978-4-09-140545-6
  5. 2008年9月2日発売 ISBN 978-4-09-140669-9
  6. 2008年12月30日発売 ISBN 978-4-09-140760-3
  7. 2009年6月2日発売 ISBN 978-4-09-140797-9
  8. 2009年11月2日発売 ISBN 978-4-09-140855-6